# Eurovision Song Contest 1974
Der 19. Eurovision Song Contest fand am 6. April 1974 im englischen Seebad Brighton statt. Die BBC sprang kurzfristig als Gastgeber ein, nachdem Vorjahressieger Luxemburg auf eine erneute Austragung des Wettbewerbs verzichtet hatte. Die Veranstaltung wurde in 32 Länder übertragen und von 500 Millionen Fernsehzuschauern gesehen. Die englische Fernsehmoderatorin Katie Boyle moderierte zum vierten Mal den Eurovision Song Contest.

## Besonderheiten

Logo der Band ABBA

Die Veranstaltung gilt als eine der Sternstunden des Wettbewerbs: Für die schwedische Gruppe ABBA war der Sieg der Start in eine internationale Karriere.
Im Rahmen der Jubiläumsshow 50-Jahr-Jubiläum des Eurovision Song Contest wurde Waterloo im Jahr 2005 von den Zuschauern zum besten Lied des Grand Prix unter allen 50 Siegertiteln gewählt.
Dennoch war dies mit 15 % erhaltener Jurystimmen nach 1969 die Abstimmung mit dem relativ schlechtesten Ergebnis für den Siegertitel.
Malta zog sich aus dem Wettbewerb aus unbekannten Gründen zurück, hatte aber vor, mit dem ausgewählten Lied Paċi Fid Dinja (Frieden in der Welt) von Enzo Guzman teilzunehmen. Dies wurde vom Interpreten bestätigt. Malta wolle 1975 in den Wettbewerb zurückkehren.
Drei Wochen nach dem Wettbewerb, am 25. April 1974, wurde der portugiesische Beitrag E depois do adeus zum symbolischen Lied der Nelkenrevolution.
Die Veranstaltung wurde vom italienischen Fernsehen mit mehr als fünfwöchiger Verzögerung gesendet, da in Italien für den 12. Mai 1974 ein Referendum über die Zulassung der Ehescheidung anberaumt war und die Verantwortlichen der RAI eine Beeinflussung des Abstimmungsverhaltens durch den italienischen Beitrag Sì (Ja) von Gigliola Cinquetti verhindern wollten.
Erstmals wurde ein Titel von Ralph Siegel beim Grand Prix aufgeführt. Mit dem von ihm komponierten Lied Bye, Bye, I Love You belegte Ireen Sheer für Luxemburg den 4. Platz.

## Teilnehmer

Teilnehmende Länder
Länder, die bereits an einem früheren ESC teilgenommen hatten, aber nicht im Jahr 1974

Zum ersten Mal beteiligte sich Griechenland am Eurovision Song Contest. Frankreich wollte ursprünglich mit dem Titel La vie à 25 ans von Dani starten, aber nach dem Tode von Staatspräsident Georges Pompidou vier Tage vor dem Wettbewerb wurde die Teilnahme wegen der Staatstrauer abgesagt. Es nahmen 17 Länder teil.

### Wiederkehrende Interpreten
| Land     | Interpret                 | Vorherige(s) Teilnahmejahr(e)          |
| -------- | ------------------------- | -------------------------------------- |
| Italien  | Gigliola Cinquetti        | 1964                                   |
| Monaco   | Romuald                   | 1964 • 1969 für Luxemburg              |
| Norwegen | Anne-Karine Strøm         | 1973 (als Mitglied der Bendik Singers) |
| Norwegen | Bjørn Kruse (Begleitung)  | 1973 (als Mitglied der Bendik Singers) |
| Norwegen | Philip Kruse (Begleitung) | 1973 (als Mitglied der Bendik Singers) |

### Dirigenten
Nachdem im vergangenen Jahr die Regel geändert worden war, nahm ABBA nur sehr wenig Live-Musik in Anspruch, so dass bei ihren Auftritten zum größten Teil aufgenommene Musik benutzt wurde. Trotzdem wurde das Erscheinen von Sven-Olof Walldoff ein besonderer Höhepunkt des Eurovision Song Contests in Brighton, da er in einem Napoleon-Kostüm vor das Orchester trat. Bei den anderen Liedern kam vor allem Live-Musik zum Einsatz – folgende Dirigenten leiteten das Orchester bei dem jeweiligen Land:
- Finnland – Ossi Runne
- Vereinigtes Königreich – Nick Ingman
- Spanien – Rafael Ibarbia
- Norwegen – Frode Thingnæs
- Griechenland – Giorgos Katsaros
- Israel – Yoni Rechter
- Jugoslawien – Zvonimir Skerl
- Schweden – Sven-Olof Walldoff
- Luxemburg – Charles Blackwell
- Monaco – Raymond Donnez
- Belgien – Pierre Chiffre
- Niederlande – Harry van Hoof
- Irland – Colman Pearce
- BR Deutschland – Werner Scharfenberger
- Schweiz – Pepe Ederer
- Portugal – José Calvário
- Italien – Gianfranco Monaldi

Jean-Claude Petit sollte den französischen Beitrag dirigieren, aber wegen der Absage von  Frankreich kam er dann nicht zum Einsatz.

## Abstimmungsverfahren
Zwei Tage vor dem Wettbewerb wurde beschlossen, zu dem Abstimmungsverfahren zurückzukehren, das bereits von 1967 bis 1970 und auch von 1957 bis 1961 galt. In den einzelnen Ländern saßen wieder jeweils 10 Jurymitglieder, die jeweils eine Stimme an ein Lied vergeben durften. Die Ergebnisse wurden telefonisch und öffentlich übermittelt.

## Platzierungen
| Platz | Startnr. | Land                   | Interpret               | Lied Musik (M) und Text (T)                                                                         | Sprache       | Übersetzung (Inoffiziell)          | Punkte |
| ----- | -------- | ---------------------- | ----------------------- | --------------------------------------------------------------------------------------------------- | ------------- | ---------------------------------- | ------ |
| 01.   | 08       | Schweden               | ABBA                    | Waterloo M: Benny Andersson, Björn Ulvaeus; T: Stikkan Anderson                                     | Englisch      | Waterloo                           | 24     |
| 02.   | 17       | Italien                | Gigliola Cinquetti      | Sì M/T: Mario Panzeri, Daniele Pace, Lorenzo Pilat, Corrado Conti                                   | Italienisch   | Ja                                 | 18     |
| 03.   | 12       | Niederlande            | Mouth and MacNeal       | I See a Star M: Hans van Hemert; T: Gerrit den Braber                                               | Englisch      | Ich sehe einen Stern               | 15     |
| 04.   | 02       | Vereinigtes Königreich | Olivia Newton-John      | Long Live Love M/T: Valerie Avon, Harold Spiro                                                      | Englisch      | Lang lebe die Liebe                | 14     |
| 04.   | 09       | Luxemburg              | Ireen Sheer             | Bye, Bye, I Love You M: Ralph Siegel; T: Michael Kunze                                              | Französisch a | Tschüss, ich liebe dich            | 14     |
| 04.   | 10       | Monaco                 | Romuald                 | Celui qui reste et celui qui s’en va M: Jean-Pierre Bourtayre; T: Michel Jourdan                    | Französisch   | Der, der bleibt, und der, der geht | 14     |
| 07.   | 06       | Israel                 | Poogy פוגי              | Natati la khayay (נתתי לה חיי) M: Dani Sanderson; T: Dani Sanderson, Alon Oleartchick               | Hebräisch     | Ich gab ihr mein Leben             | 11     |
| 07.   | 13       | Irland                 | Tina Reynolds           | Cross Your Heart M/T: Paul Lyttle                                                                   | Englisch      | Schwöre (mir)!                     | 11     |
| 09.   | 03       | Spanien                | Peret                   | Canta y sé feliz M/T: Pedro Pubill Calaf                                                            | Spanisch      | Sing und sei glücklich             | 10     |
| 09.   | 11       | Belgien                | Jacques Hustin          | Fleur de liberté M: Jacques Hustin; T: Franck F. Gérald                                             | Französisch   | Blume der Freiheit                 | 10     |
| 11.   | 05       | Griechenland           | Marinella Μαρινέλλα     | Krasi, thalasa kai t’agori mou (Κρασί, θάλασσα και τ’ αγόρι μοu) M: Giorgos Katsaros; T: Pythagoras | Griechisch    | Der Wein, das Meer und mein Freund | 07     |
| 12.   | 07       | Jugoslawien            | Korni grupa Корни Група | Moja generacija (Моја генерација) M/T: Kornelije Kovač                                              | Serbisch      | Meine Generation                   | 06     |
| 13.   | 01       | Finnland               | Carita                  | Keep Me Warm M: Eero Koivistoinen; T: Hector                                                        | Englisch      | Halte mich warm                    | 04     |
| 14.   | 04       | Norwegen               | Anne-Karine Strøm       | The First Day of Love M: Frode Thingnæs; T: Philip A. Kruse                                         | Englisch      | Der erste Tag der Liebe            | 03     |
| 14.   | 14       | BR Deutschland         | Cindy und Bert          | Die Sommermelodie M: Werner Scharfenberger; T: Kurt Feltz                                           | Deutsch       | –                                  | 03     |
| 14.   | 15       | Schweiz                | Piera Martell           | Mein Ruf nach dir M/T: Pepe Ederer                                                                  | Deutsch       | –                                  | 03     |
| 14.   | 16       | Portugal               | Paulo de Carvalho       | E depois do Adeus M: José Calvário; T: José Niza                                                    | Portugiesisch | Und nach dem Abschied              | 03     |

## Punktevergabe

Karte der Punktevergabe für den Siegertitel aus Schweden nach Ländern

| Land | Abstimmungsergebnisse | Abstimmungsergebnisse | Abstimmungsergebnisse | Abstimmungsergebnisse | Abstimmungsergebnisse | Abstimmungsergebnisse | Abstimmungsergebnisse | Abstimmungsergebnisse | Abstimmungsergebnisse | Abstimmungsergebnisse | Abstimmungsergebnisse | Abstimmungsergebnisse | Abstimmungsergebnisse | Abstimmungsergebnisse | Abstimmungsergebnisse | Abstimmungsergebnisse | Abstimmungsergebnisse | Abstimmungsergebnisse | Abstimmungsergebnisse |
| Land | Punkte                | FI                    | LU                    | IL                    | NO                    | UK                    | YU                    | GR                    | IE                    | DE                    | PT                    | NL                    | SE                    | ES                    | MC                    | CH                    | BE                    | IT                    | Votings               |
| --- | --------------------- | --------------------- | --------------------- | --------------------- | --------------------- | --------------------- | --------------------- | --------------------- | --------------------- | --------------------- | --------------------- | --------------------- | --------------------- | --------------------- | --------------------- | --------------------- | --------------------- | --------------------- | --------------------- |
| Finnland | 04                    |                       | –                     | 2                     | –                     | 1                     | –                     | –                     | 1                     | –                     | –                     | –                     | –                     | –                     | –                     | –                     | –                     | –                     | 03                    |
| Vereinigtes Königreich | 14                    | 1                     | –                     | –                     | –                     |                       | 4                     | 1                     | 1                     | 2                     | –                     | –                     | –                     | –                     | –                     | 1                     | 1                     | 3                     | 08                    |
| Spanien | 10                    | –                     | 1                     | –                     | 2                     | –                     | –                     | –                     | –                     | 1                     | 2                     | 1                     | –                     |                       | 3                     | –                     | –                     | –                     | 06                    |
| Norwegen | 03                    | –                     | –                     | –                     |                       | –                     | –                     | –                     | –                     | –                     | –                     | –                     | 1                     | –                     | 1                     | –                     | 1                     | –                     | 03                    |
| Griechenland | 07                    | –                     | –                     | –                     | –                     | –                     | –                     |                       | –                     | –                     | 1                     | 4                     | 2                     | –                     | –                     | –                     | –                     | –                     | 03                    |
| Israel | 11                    | –                     | –                     |                       | –                     | 2                     | –                     | –                     | 1                     | –                     | 2                     | 2                     | 1                     | –                     | –                     | –                     | –                     | 3                     | 06                    |
| Jugoslawien | 06                    | 1                     | –                     | –                     | –                     | –                     |                       | –                     | –                     | –                     | 1                     | –                     | –                     | 1                     | –                     | –                     | 1                     | 2                     | 05                    |
| Schweden | 24                    | 5                     | 1                     | 2                     | 2                     | –                     | 1                     | –                     | 1                     | 2                     | 1                     | 3                     |                       | 1                     | –                     | 5                     | –                     | –                     | 11                    |
| Luxemburg | 14                    | –                     |                       | 2                     | –                     | –                     | 2                     | 1                     | 3                     | 1                     | –                     | –                     | –                     | 1                     | 1                     | –                     | 1                     | 2                     | 09                    |
| Monaco | 14                    | –                     | 2                     | 1                     | 1                     | –                     | –                     | –                     | 1                     | 2                     | 1                     | –                     | 1                     | 2                     |                       | 1                     | 2                     | –                     | 10                    |
| Belgien | 10                    | –                     | 3                     | –                     | 2                     | –                     | –                     | 5                     | –                     | –                     | –                     | –                     | –                     | –                     | –                     | –                     |                       | –                     | 03                    |
| Niederlande | 15                    | 1                     | –                     | 1                     | 1                     | –                     | 3                     | 2                     | 1                     | 1                     | 1                     |                       | 3                     | –                     | –                     | –                     | 1                     | –                     | 10                    |
| Irland | 11                    | –                     | 2                     | 1                     | 2                     | 1                     | –                     | –                     |                       | –                     | –                     | –                     | 2                     | 2                     | 1                     | –                     | –                     | –                     | 07                    |
| Deutschland | 03                    | –                     | –                     | –                     | –                     | –                     | –                     | 1                     | –                     |                       | –                     | –                     | –                     | –                     | –                     | 1                     | 1                     | –                     | 03                    |
| Schweiz | 03                    | –                     | –                     | –                     | –                     | 1                     | –                     | –                     | -                     | 1                     | –                     | –                     | –                     | –                     | –                     |                       | 1                     | –                     | 03                    |
| Portugal | 03                    | –                     | –                     | –                     | –                     | –                     | –                     | –                     | –                     | –                     |                       | –                     | –                     | 1                     | –                     | 2                     | –                     | –                     | 02                    |
| Italien | 18                    | 2                     | 1                     | 1                     | –                     | 5                     | –                     | –                     | 1                     | –                     | 1                     | –                     | –                     | 2                     | 4                     | –                     | 1                     |                       | 09                    |
| In der Tabelle ist die Auftrittsreihenfolge in der senkrechten Leiste angegeben. Aus der Position in der waagerechten Reihe geht die chronologische Punkteverlesung hervor. |                       |                       |                       |                       |                       |                       |                       |                       |                       |                       |                       |                       |                       |                       |                       |                       |                       |                       |                       |